# شفاء ذاتي

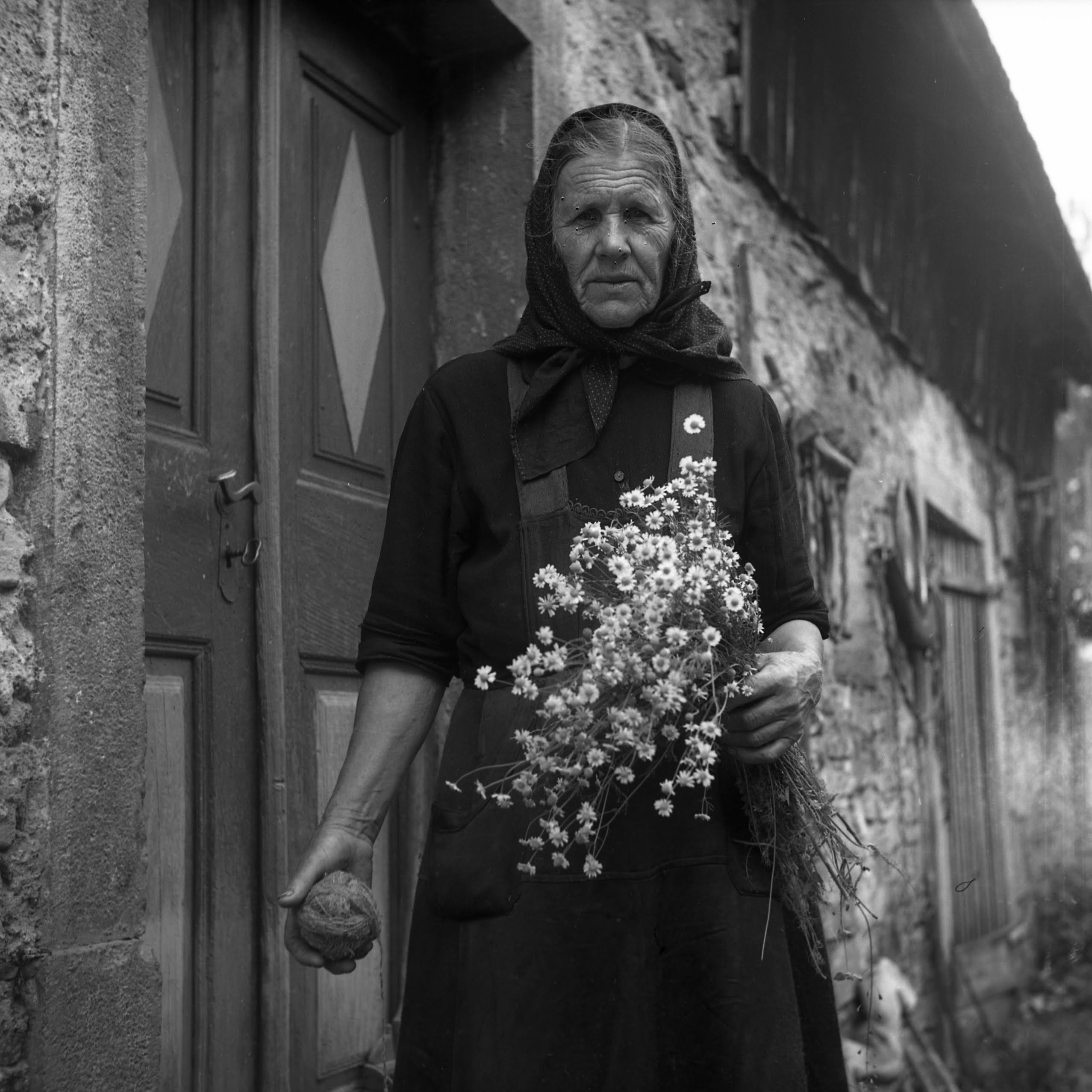
زوجة جمعت البابونج من أجل الدواء.

الالتئام الذاتي أو الشفاء الذاتي يعني عملية التعافي (غالباً من اضطرابات نفسية أو صدمة نفسية، إلخ.)، بدافع وتحفيز من ذات المريض نفسه، بتوجيه من الغريزة نفسها. هكذا عملية قد تحظى بنجاحات مختلطة نظراً لطبيعة الشخص، مع أن الدافع الذاتي هو الأصل. تكمن قيمة الشفاء الذاتي في قدرته على الارتباط بالتجربة الفريدة ومتطلبات الفرد ذاته. يمكن دفع العملية وتسريعها باتّباع تقنيات التأمل.

## المعاني المختلفة للشفاء الذاتي
الشفاء الذاتي هو المرحلة النهائية من العلاج الكلي (العلاج الغيشتالتي). قد يشير الشفاء الذاتي إلى عمليات استتباب أوتوماتيكية للجسم تسيطر عليها آليات فيسيولوجية كامنة في الكائن الحي.
بمعنى تشخيصي، تعزى خصائص الشفاء الذاتي إلى أنظمة أو عمليات تميل بطبيعتها أو حسب تصميمها إلى تصحيح أي اضطرابات فيها. كتجديد الجلد بعد كشطه أو قطعه. يقوم الطرف المصاب (الجسم الحي) بإصلاح الجزء المتضرر من تلقاء نفسه.
بغض النظر عن القدرات التصالحية الفطرية للجسم، ثمة عوامل كثيرة للطبيعة النفسية التي يمكن أن تؤثر على الشفاء الذاتي. يرى أبقراط الذي يعتبره العديدون أباً للطب أنه: «يجب أن يكون الطبيب مستعداً، ليس لأداء واجبه بنفسه فقط، بل أيضاً لضمان تعاون المريض والحاضرين والعوامل الخارجية.» - أبقراط.
يمكن أيضاً تحقيق الشفاء الذاتي من خلال تطبيق آليات نفسية بطريقة مقصودة. قد يحسّن هذا النهج الظروف النفسية والبدنية للشخص. تؤكد الأبحاث على أنه يمكن تحقيق هذا من خلال آليات عديدة منها الاسترخاء وتمارين التنفس وتمارين اللياقة البدنية والتخيّل والتأمل، واليوجا، والغيغونغ، وتيه تشي، والارتجاع البيولوجي، وصوراً عديدة من صور العلاج النفسي.
اقترحت آليات مختلفة للشفاء الذاتي، منها:
1. انخفاض في هرمونات التوتر قد يُضعف الوظائف الفسيولوجية عندما يكون هناك توتر (علم نفس).[7]
2. انخفاض في هرمونات التوتر قد يُضعف الوظائف الفسيولوجية عندما يكون هناك توتر (علم نفس)
3. نوم صحي جيد ويمكن تحقيقه من خلال الاسترخاء، وهذا يحسن الوظائف الفيسيولوجية.
4. تحسينات في التوترات العاطفية والاكتئاب والغضب وغيرها من العواطف التي إن لم تتحسن فإنها ستخلّ بالعلاقات الاجتماعية والأداء في مكان العمل، ما يؤدي إلى حلقات مفرغة من الأعراض النفسية المتزايدة.

ثمة عبارة أخرة تتضمن «الشفاء الذاتي» وهي المساعدة الذاتية. عام 2013، اختبرت كاثرين شولتز الأمر وقالت بأنه صناعة قيمتها 11 بليون دولار أمريكي.